# Punjaipuliampatti

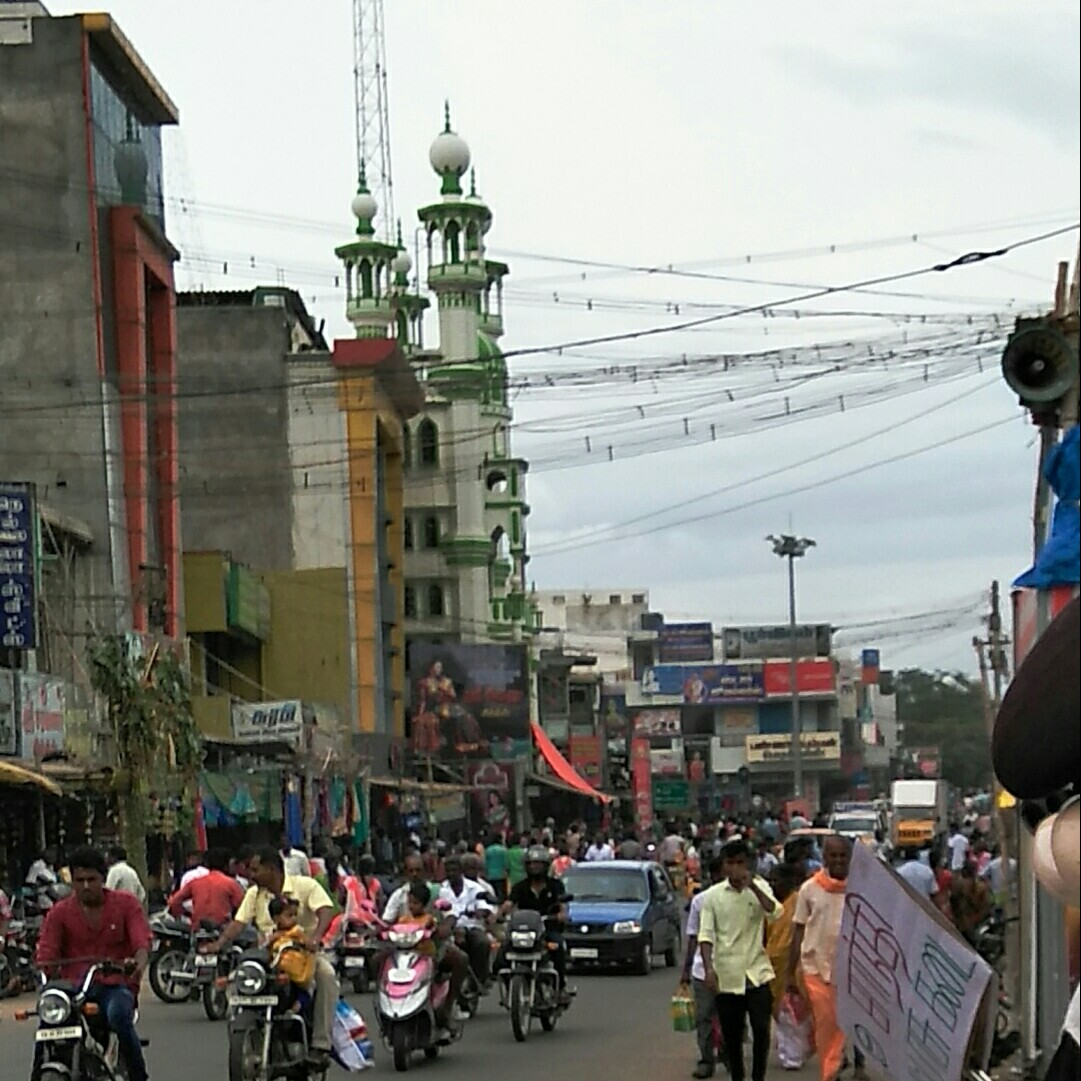
Punjai puliampatti

Punjaipuliampatti é uma panchayat (vila) no distrito de Erode, no estado indiano de Tamil Nadu.

## Demografia
Segundo o censo de 2001,  Punjaipuliampatti  tinha uma população de 15,144 habitantes. Os indivíduos do sexo masculino constituem 50% da população e os do sexo feminino 50%. Punjaipuliampatti tem uma taxa de literacia de 67%, superior à média nacional de 59.5%: a literacia no sexo masculino é de 76% e no sexo feminino é de 58%. Em Punjaipuliampatti, 9% da população está abaixo dos 6 anos de idade.